# 渐尖二型花
渐尖二型花（学名：Dichanthelium acuminatum）为禾本科二型花属下的一个种。